# Теодорчик, Казимир Францевич
Казими́р Фра́нцевич Теодо́рчик (1891—1968) — советский и российский физик, специалист в области радиофизики, теории колебаний, доктор физико-математических наук, профессор, заведующий кафедрой физики колебаний Московского государственного университета им. М. В. Ломоносова.

## Биография
Казимир Францевич Теодорчик родился 6 сентября 1891 года[по какому календарю?] в Одессе в семье Франца Антоновича Теодорчика (02.12.1866—1931?) — уроженца Варшавы, выпускника юридического факультета Новороссийского университета, секретаря Бессарабского статистического бюро в Кишинёве; мать — Людмила Юльевна, урождённая Домкевич (1860—1910), уроженка Кракова.
Начальное образование получил в дома. В 1911 году окончил 2-ю Кишиневскую гимназию с серебряной медалью. Затем поступил в Императорский Новороссийский университет на математическое отделение, где успешно учился в течение двух семестров. В 1912 году перешёл на физико-математический факультет Московского университета, который окончил с дипломом 1-й степени в 1915 году.
Первую свою научную работу по исследованию величины диэлектрической постоянной флюоресцирующей жидкости Теодорчик начал выполнять совместно с Б. А. Введенским под руководством приват-доцента университета Н. Н. Андреева. Однако в то время работа не была завершена.
После окончания университета (октябрь 1915 — февраль 1916) К. Ф. Теодорчик работал преподавателем математики в Ореховском реальном училище города (Орехов, Таврическая губерния).
С 1916 по 1919 год работал в Москве на фабрике военно-полевых телефонов Земгора сначала лаборантом под руководством заведующего лабораторией А. К. Тимирязева, с лета 1917 года, заведующим измерительной лаборатории, заведующим сборочным отделением фабрики.
В измерительной лаборатории фабрики К. Ф. Теодорчик вёл большую работу по исследованию и испытанию магнитных свойств электротехнических материалов, проводил исследование магнитных свойств специальных сортов стали и методов ее закалки. Эта работа в большой мере определила дальнейшие интересы Теодорчика и оказала влияние на формирование его как физика, научная работа которого неразрывно связана с техническими проблемами.
Начиная с 1915 года, К. Ф. Теодорчик начал самостоятельно заниматься исследованием колебательных явлений в различных системах — в электрических, акустических, термомеханических, в диэлектриках и ферромагнетиках. Наряду с работой в лаборатории на фабрике Земгора Теодорчик начинает активно интересоваться общими проблемами физики. C 1917 года — член Физического общества имени П. Н. Лебедева.
В 1919 году Теодорчик по инициативе профессора А. К. Тимирязева был приглашен на физико-математический факультет МГУ в качестве ассистента и затем был избран ассистентом кафедры физики МГУ. В период с 1919 по 1930 год Теодорчик активно преподавал в МГУ: преподавал физику на рабфаке МГУ (1919—1925), на Голицинских сельскохозяйственных курсах (1919—1920), а также в ряде вузов: на лекторском факультете Коммунистического университета им. Я. М. Свердлова (1920—1928), в Московском лесотехническом институте (1921—1925), в Академии коммунистического воспитания им. Н. К. Крупской (май 1923 — октябрь 1924).
Научную работу в это время вёл в лаборатории В. К. Аркадьева.
В физическом кабинете кафедры физики МГУ (зав. — проф. К. П. Яковлев) К. Ф. Теодорчик вместе с другим ассистентом кафедры, А. А. Данилевским восстанавливал лекционные демонстрации по электромагнетизму и оптике. Вопросам наглядности физического обучения он всегда уделял большое внимание. 
Под руководством К. Ф. Теодорчика создавался новый практикум кафедры колебаний в новом здании физфака на Ленинских горах. Позднее его сотрудница Л. П. Стрелкова защитила кандидатскую диссертацию «Физический практикум по электромагнитным волнам», создав лабораторию в общем физическом практикуме.
С 1922 года К. Ф. Теодорчик работал в физическом кабинете лекционным ассистентом у профессора В. И. Романова. Одновременно с работой в физическом кабинете К. Ф. Теодорчик вёл исследования у В. И. Романова по определению диэлектрических постоянных жидкостей в незатухающих электромагнитных полях.
По поручению В. К. Аркадьева К. Ф. Теодорчик и Б. А. Введенский организовали первую в МГУ специальную лабораторию электромагнетизма для экспериментальных исследований по созданной В. К. Аркадьевым специальности: «Электрические измерения». В этой лаборатории также вели занятия А. А. Глаголева-Аркадьева, С. Н. Ржевкин, Ю.П. Симанов. С 1924 года К. Ф. Теодорчик читал свои первые специальные курсы: «Теория переменных токов», «Катодные лампы», «Электрические измерения».
Лаборатория электромагнетизма МГУ сыграла большую роль в развитии советской физики. В ней начали свою научную деятельность В. А. Карчагин, Н. Н. Малов, Н. С. Акулов, Е. И. Кондорский, Р. В. Телеснин, К. М. Поливанов, П. С. Кудрявцев, В. И. Гапонов, B. C. Волков, В.О. Урысон. В начале своей научной деятельности в университете К. Ф. Теодорчик занимался вопросами поведения диэлектриков и ферромагнетиков в полях радиочастот, явлений, необходимость изучения которых настойчиво выдвигалась тогда бурно развивающейся ламповой радиотехникой.
В 1922 году была опубликована первая работа Казимира Францевича Теодорчика, выполненная под руководством проф. В. И. Романова и посвящённая определению диэлектрических постоянных в полях незатухающих колебаний.
В 1921—1925 годах К. Ф. Теодорчик вместе с Б. А. Введенским провел ряд исследований диэлектрических и магнитных свойств вещества, используя для этого незатухающие высокочастотные колебания, создаваемые ламповым генератором, когда электронные лампы ещё только начинали применяться в лабораторных измерениях. До этих исследований высокочастотные свойства диэлектриков и ферромагнетиков изучались с помощью затухающих колебаний, создаваемых вибраторами Герца, что усложняло эксперимент и не давало требуемой точности.
В результате проведённых К. Ф. Теодорчиком и Б. А. Введенским исследований. были обнаружены адсорбционные максимумы в магнитных спектрах железа и никеля при длинах волн 105 м — для железа и 89 м — для никеля. Эти результаты были важны при решении проблем, связанных с применением железа в радиоаппарате, хотя в 1920-х годах недостаточно были объяснены из-за отсутствия микроскопической теории ферромагнетизма.
Результаты работы Б. А. Введенского и К. Ф. Теодорчика «Об аномальной зависимости магнитной проницаемости железа, магнетита, и никеля от частоты» были доложены в 1921 г. на VIII Электротехническом съезде. По инициативе Российского общества радиоинженеров (РОРИ), эта работа в 1922 г. была премирована Центральной комиссией по улучшению быта учёных. Кроме того, о проведённых работах было доложено также и на III съезде Российской ассоциации физиков в Нижнем Новгороде в сентябре 1922 г. Позднее итоги исследований были опубликованы в немецком журнале «Annalen der Physik».
В конце 1922 г. Государственным ученым советом Наркомпроса В МГУ был организован Институт физики и кристаллографии. К. Ф. Теодорчик был избран научным сотрудником этого института.
В МГУ начинает формироваться как самостоятельная дисциплина научное направление по изучению общих закономерностей колебательных и волновых процессов. Основным организатором этого направления был Л. И. Мандельштам. Позднее вокруг него образовалась Московская школа физики колебаний, одним из непременных участников которой постепенно становится К. Ф. Теодорчик.
С января 1926 г. по 1929 г. он работает старшим ассистентом физического кабинета и, одновременно, приват-доцентом кафедры физики физико-математического факультета МГУ. 30 августа 1929 г. он был переизбран ассистентом и доцентом той же кафедры. В 1931 г. К. Ф. Теодорчик был утверждён действительным членом Научно-исследовательского института физики (НИИФ МГУ).
Исследования синхронизации колебаний различных систем получили дальнейшее развитие в работах учеников и сотрудников Л. И. Мандельштама — А. А. Витта, А. А. Андронова, К. Ф. Теодорчика, В. В. Мигулина и других учёных, сформировавших школу физики колебаний в Московском университете.
В 1931 году — в должности доцента новой кафедры колебаний.
В 1935 году по совокупности работ присвоена докторская степень по физике и учёное звание профессора.
В 1939—1956 годах — заведующий кафедрой физики колебаний.
В 1949—1953 годах участвовал в работе комиссии по оборудованию нового здания физического факультет на Ленинских горах.

## Награды
- Медаль «В память 800-летия Москвы» (1948)
- Орден Ленина (1951)

## Публикации
Публикации на Истина 
- Автоколебательные системы, М.-Л.: Гостехиздат, 1944. 10 — 4 с. — тираж 4000 экз.
- Teodorchik, K. Zur Bestimmung der Dielektrizitkonstanten im electomagnetischen Spectrum ungedampfler Schwingungen :  [нем.] / K. Teodorchik, B. А. Wwedenski // Phys. Zs. — 1922. — Vol. 23. — P. 334—346.
- Teodorchik, K. Uber die Abhangigkeit der Permeabilitat der Eisendrahte von der Frequenz im Wellenlangenbereich von 54 bis 705 m :  [нем.] / K. Teodorchik, B. А. Wwedenski // Annalen der Physik. — 1922. — Vol. 68. — P. 463—480.
- G. A. Bendrikov, K. F. Teodorchik. The Methods for Plotting Root Paths of Linear Systems and for Qualitative Determination of the path Type Automatic and Remote Control (англ.) // Proc. of the First Internal congress of the IFAC, Moscow, 1960. — London, 1961. — Vol. 1. — P. 8—12.
- Г. А. Бендриков, К. Ф. Теодорчик. Траектории корней линейных автоматических систем. — М.: Наука, 1964. — 159 с.

### Переводы и редактирование
- Лорентц, Генрих Антон. Теория электромагнитного поля / Г. А. Лорентц; Пер. с нем. К. Ф. Теодорчик. — Москва; Ленинград: Гос. техн.-теоретич. изд-во, 1933. — 172 с.
- Шефер, Клеменс[нем.]. Теоретическая физика: [учебное пособие]: пер. с нем. / К. Шефер. — Л. : ОНТИ, 1934. — 1938. — Т. 3. —  Ч. 1.: Электродинамика / пер.: Г. М. Катто, Н. Н. Малов; ред. пер. К. Ф. Теодорчик